# Mircea Vodă (Costanza)
Mircea Vodă è un comune della Romania di 4 829 abitanti, ubicato nel distretto di Costanza, nella regione storica della Dobrugia.
Il comune è formato dall'unione di 4 villaggi: Gherghina, Mircea Vodă, Satu Nou, Țibrinu.